# Martha Burkhardt
Martha Burkhardt (* 30. April 1874 in Aarau; † 12. Januar 1956 in Rapperswil) war eine Schweizer Malerin, Zeichnerin, Illustratorin, Fotografin, Autorin und Sozialfürsorgerin.

## Leben und Werk

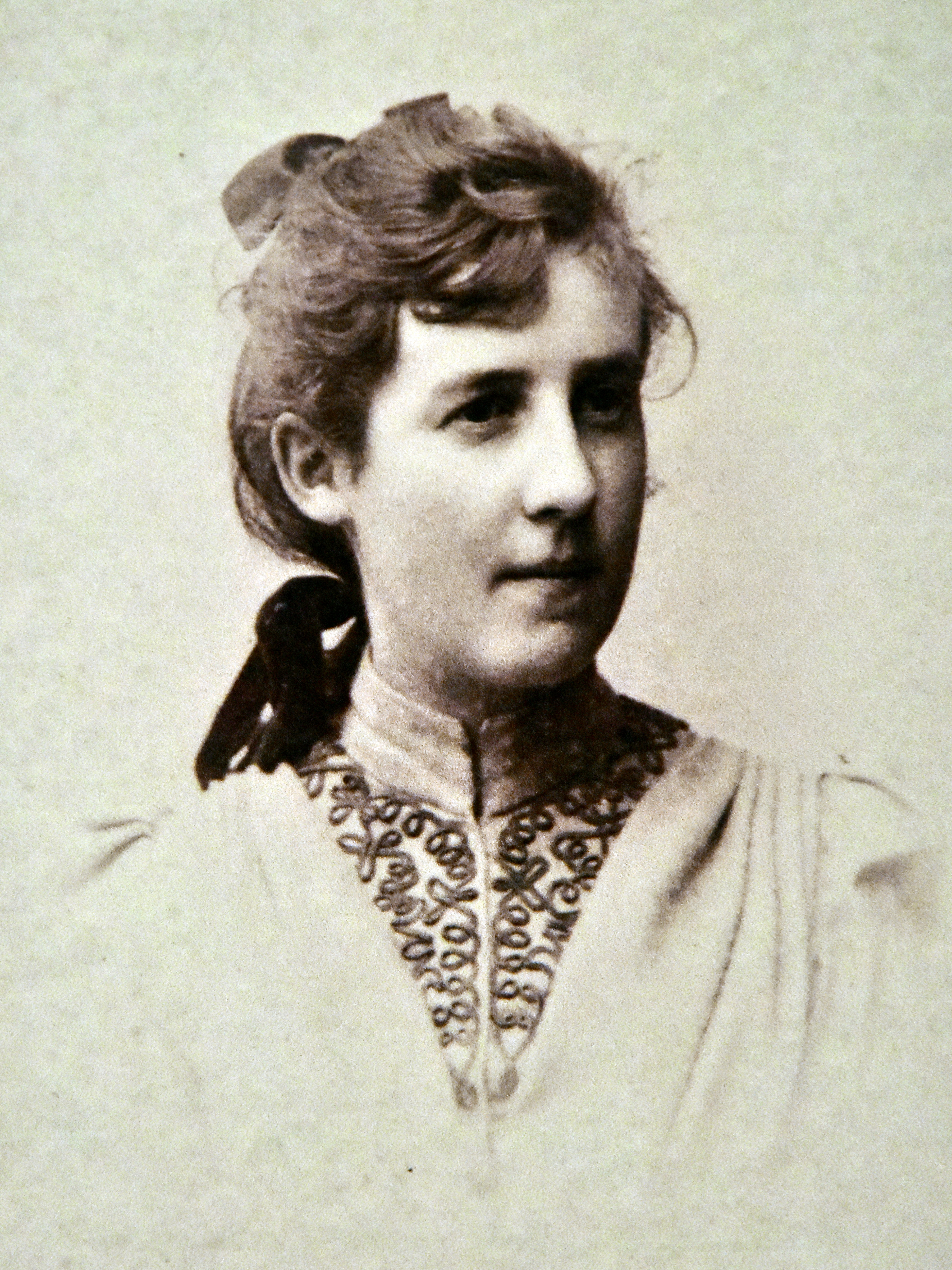
Martha Burkhardt

Martha Burkhardt zog 1880 mit ihrer Familie nach Rapperswil, wo ihre Grosseltern an der Fischmarktstrasse 6 ein Geschäft führten. Kurze Zeit darauf starb ihr Grossvater sowie ihr Vater. In der Folge wuchs Martha zusammen mit ihrem jüngeren Bruder Max (1876–1957) im Haushalt ihrer Mutter sowie der Grossmutter und der Tante auf. Max liess sich später zum Dekorations- und Kunstmaler an den Kunstgewerbeschulen in Zürich, München und Paris ausbilden. Als Maler und Fotograf lebte er in Arbon.
Um ihre französischen Sprachkenntnisse zu verbessern, hielt sich Martha 1889 für ein Welschlandjahr in Lausanne auf. 1898 besuchte sie einige Monate eine Malschule in Paris und lebte anschliessend in London. Dort unterrichtete sie Deutsch und Französisch. 1901 belegte sie Kurse an der Damenakademie in München.
In München lernte sie Meta Kirchner (1871–1923) kennen, die u. a. mit Cläre Neuhaus befreundet war. Meta war finanziell unabhängig, da sie eine Tochter eines Grosskaufmanns aus Hamburg war. Martha und Meta, die mehrheitlich ihre Reisen finanzierte, bereisten Italien, Spanien, Marokko, Griechenland, Holland, Türkei und einen Teil Skandinaviens.
Von 1911 bis 1914 unternahmen sie zwei ausgedehnte Reisen durch Indien, Indonesien, Japan, Korea und China. Martha dokumentierte ihre Erlebnisse in Tage- und Skizzenbüchern. Zudem stellte sie in zahlreichen Zeitschriften und Zeitungen ihre Überlegungen zu den aktuellen politischen Ereignissen in China an.
Als kurz nach ihrer Rückkehr der Erste Weltkrieg ausbrach, widmete sich Burkhardt sozialen Tätigkeiten. So war sie ab 1914 Mitglied der Lebensmittelkommission des Stadtrats in Rapperswil. Zudem wurde sie 1918 nach Ausbruch der Spanischen Grippe mit der Einrichtung eines Notspitals beauftragt. Nach Kriegsende gründete Burkhardt die Adoptivkinder-Vermittlung der Schweiz, die zu ihrer Lebensaufgabe wurde. Auch amtierte sie zeitweise als Präsidentin der Familienfürsorge des gemeinnützigen Frauenvereins Rapperswil-Jona.
Während den Kriegsjahren malte sie weiter und war publizistisch auch für verschiedene Zeitungen und Zeitschriften tätig. Insbesondere schrieb sie über religiöse Aspekte in ostasiatischen Ländern. 1920 erschien das von ihr reich illustrierte Buch Chinesische Kultstätten und Kultgebräuche.
Burkhardt war auch als Chronistin von Rapperswil bekannt. So malte und zeichnete sie zahlreiche Bilder von Rapperswil und Umgebung. 1920 erschien ihr Buch Rapperswil die Rosenstadt erzählt aus ihrer ereignisvollen Vergangenheit, das mit zahlreichen ihrer Skizzen illustriert ist.
1927 zog sich Burkhardt auf dem Meienberg in ein selbstgebautes Haus zurück. 1935 erschien ihr Buch Magie und Mystik unter dem Pseudonym N. Ferger.
Das Stadtarchiv Rapperswil beherbergt den Nachlass von Martha Burkhardt. Seit 2022 gibt es in Rapperswil-Jona den Martha Burkhardt-Weg.